# خوليو هورميغا
خوليو ألبيرتو غونزاليس هورميغا (بالإسبانية: Julio Alberto González Hormiga)‏ (من مواليد 30 مارس 1985 في سانتا كروز دي تينيريفي، جزر الكناري) هو لاعب كرة قدم إسباني سابق، لعب في مركز خط الوسط.

## وصلات خارجية
- BDFutbol profile